# ハンス・バルシェック
ハンス・バルシェック（Hans Baluschek、1870年 5月9日 - 1935年 9月28日）はドイツの画家、イラストレータである。

## 略歴
現在のポーランドのヴロツワフ（プロイセン王国のグレスラウ）に鉄道技術者の息子に生まれた。父親の職業から受けた影響で、しばしば線路や駅、機関車を描いた。1876年に家族とベルリンに移り、初等教育はベルリンで受けた。1887年に父親がバルト海の島リューゲン島で仕事をするために家族はシュトラールズントに移り、シュトラールズントの高校で社会主義の影響を受けた。
1889年に高校を卒業し、プロイセン芸術アカデミーに入学した。自然主義の詩人、アルノー・ホルツやヨハネス・シュラーフと友人になった。画家のマルティン・ブランデンブルクと知り合い生涯を通じての友人となった。1895年、1896年、1897年とブランデンブルクと2人展を開きベルリンの美術界で知られるようになった。ヴァルター・ライスティコフらが1892年に設立した「Vereinigung der XI (11人協会)」の展覧会にバルシェックは招待されて出展した。このグループが母体となって、1899年にベルリン分離派が結成されると、分離派の主要なメンバーの一人となった。
第一次世界大戦後は少年向きの書籍の挿絵画家としても活躍し、左翼的な雑誌、「Illustrierte Reichsbanner-Zeitung」のイラストレーターを務め、社会主義や反戦の活動を行った。1921年から1931年まで大ベルリン美術展(Große Berliner Kunstausstellung) の会長を務めた。
1933年にナチスが政権を取ると、共産主義の同調者として様々な仕事から解任され、作品は「退廃芸術」に指定された。1935年にベルリンで亡くなった。

## 作品

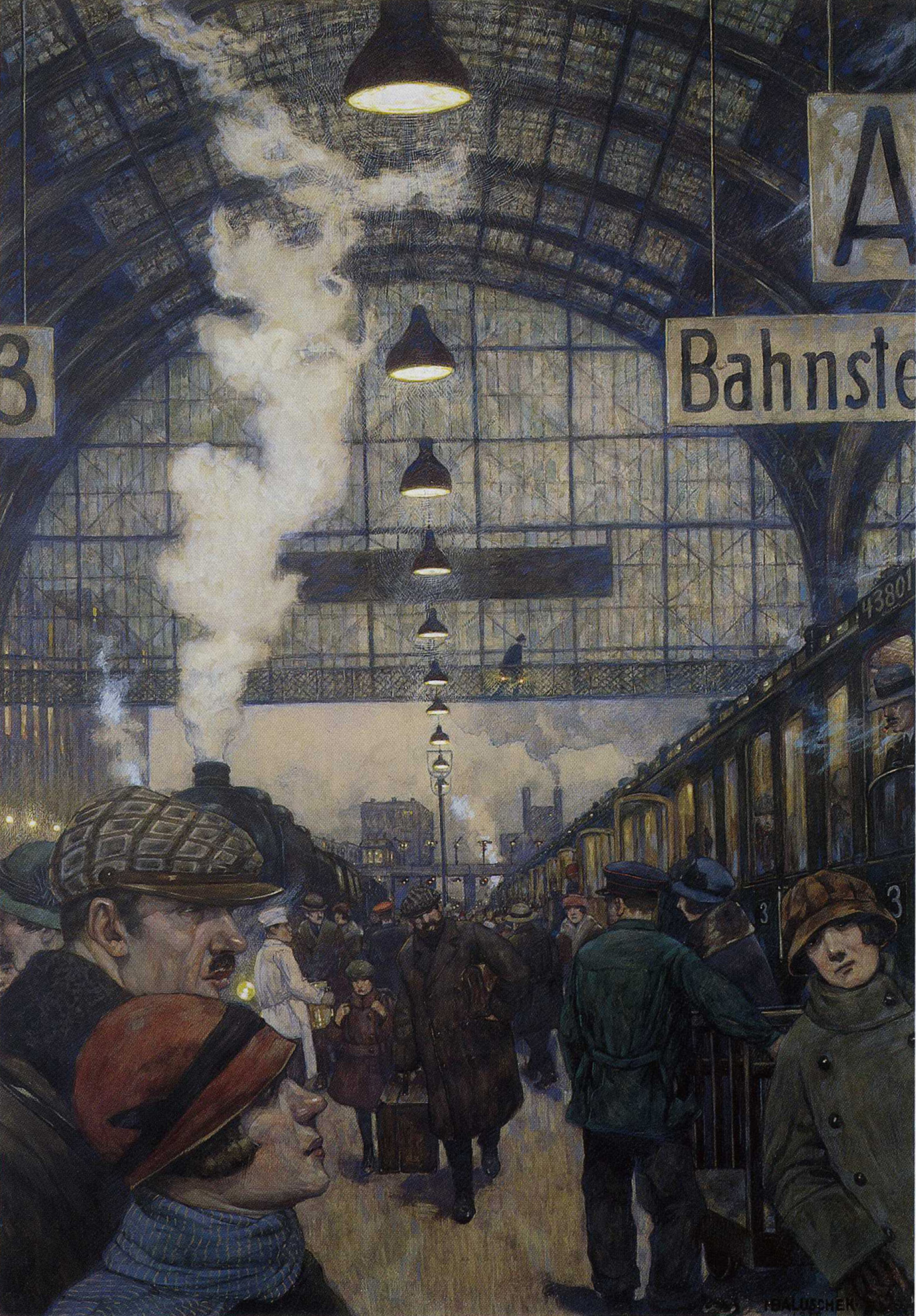
「駅」(1929)
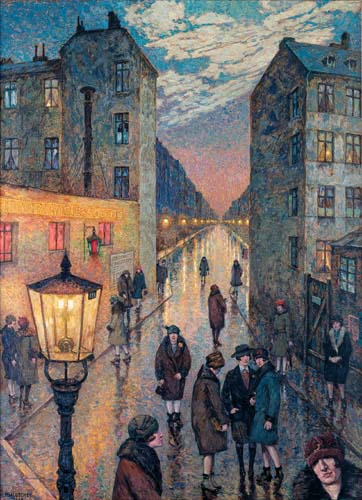
Großstadtwinkel
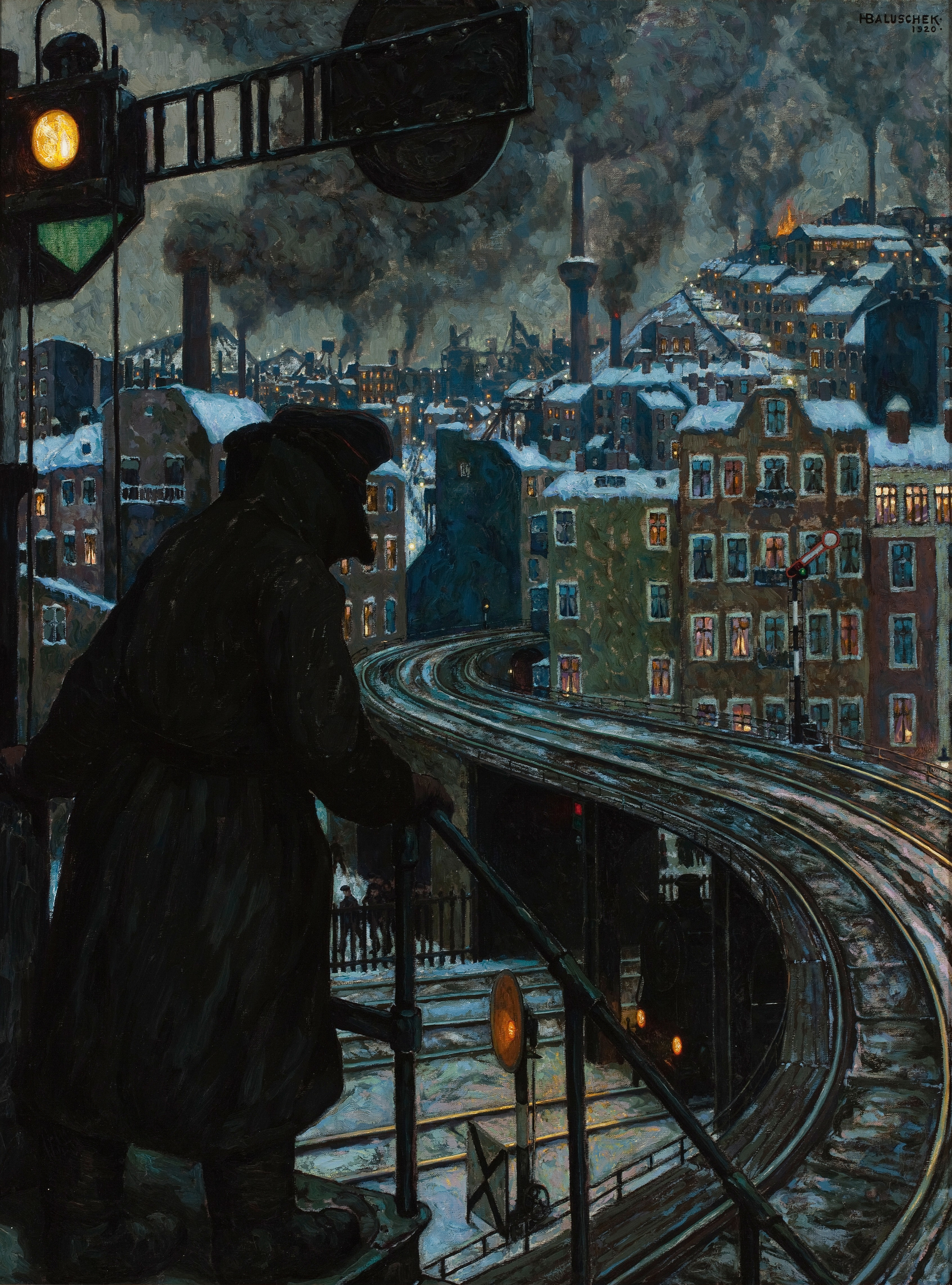
「労働者の街」(1904)
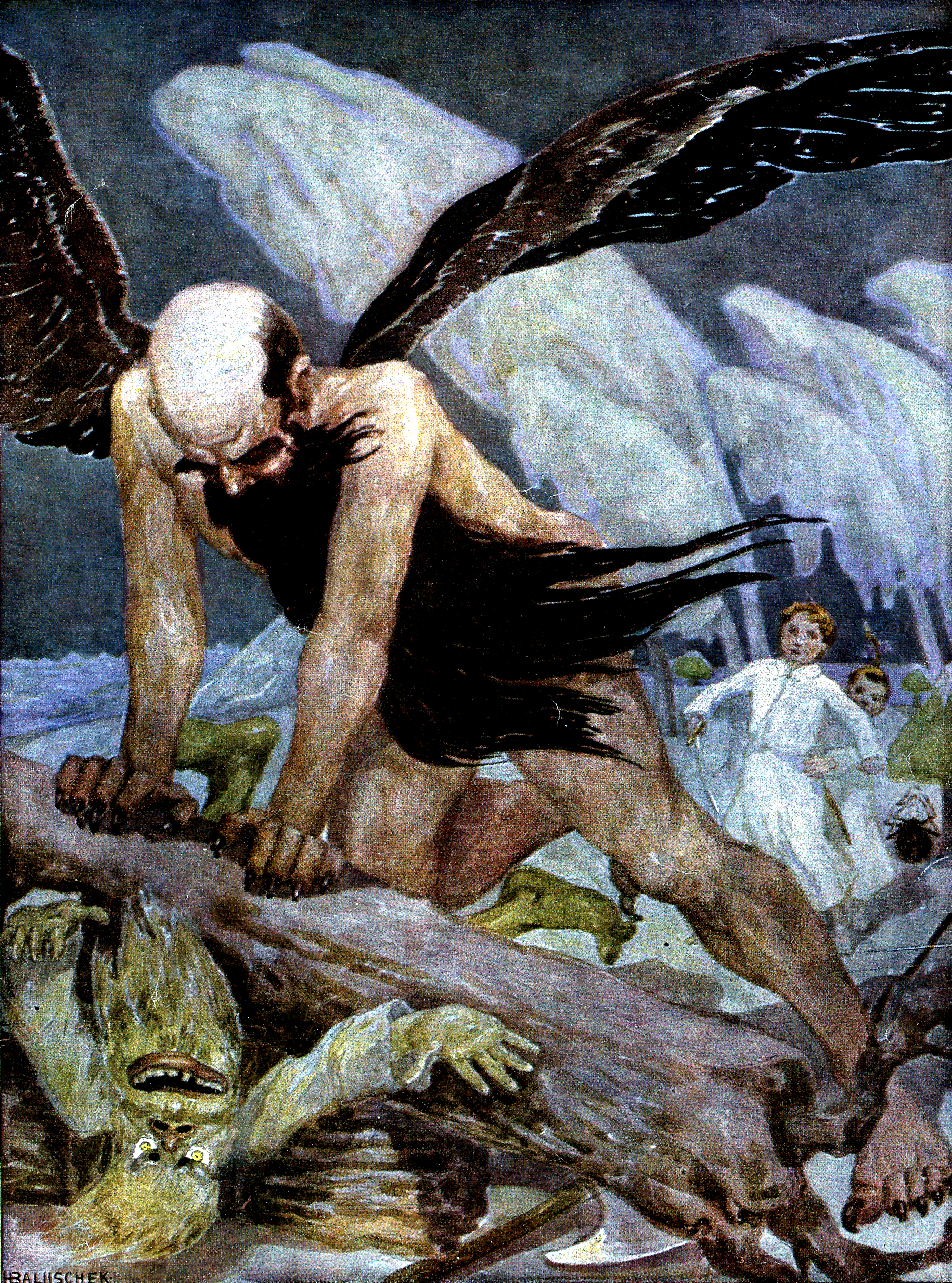
『ペーター坊や月への旅』の挿絵(c.1915)

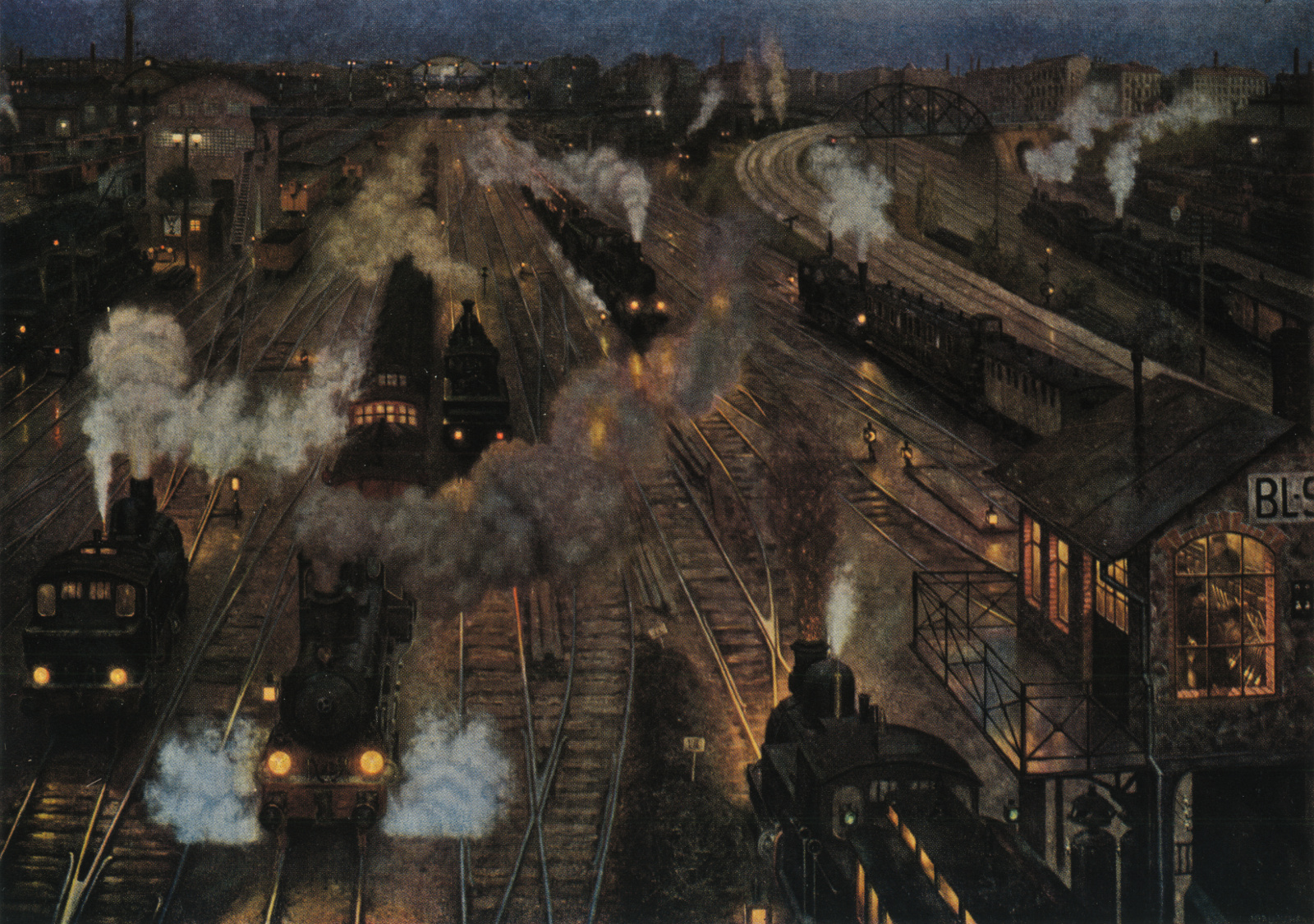
「都会の駅」
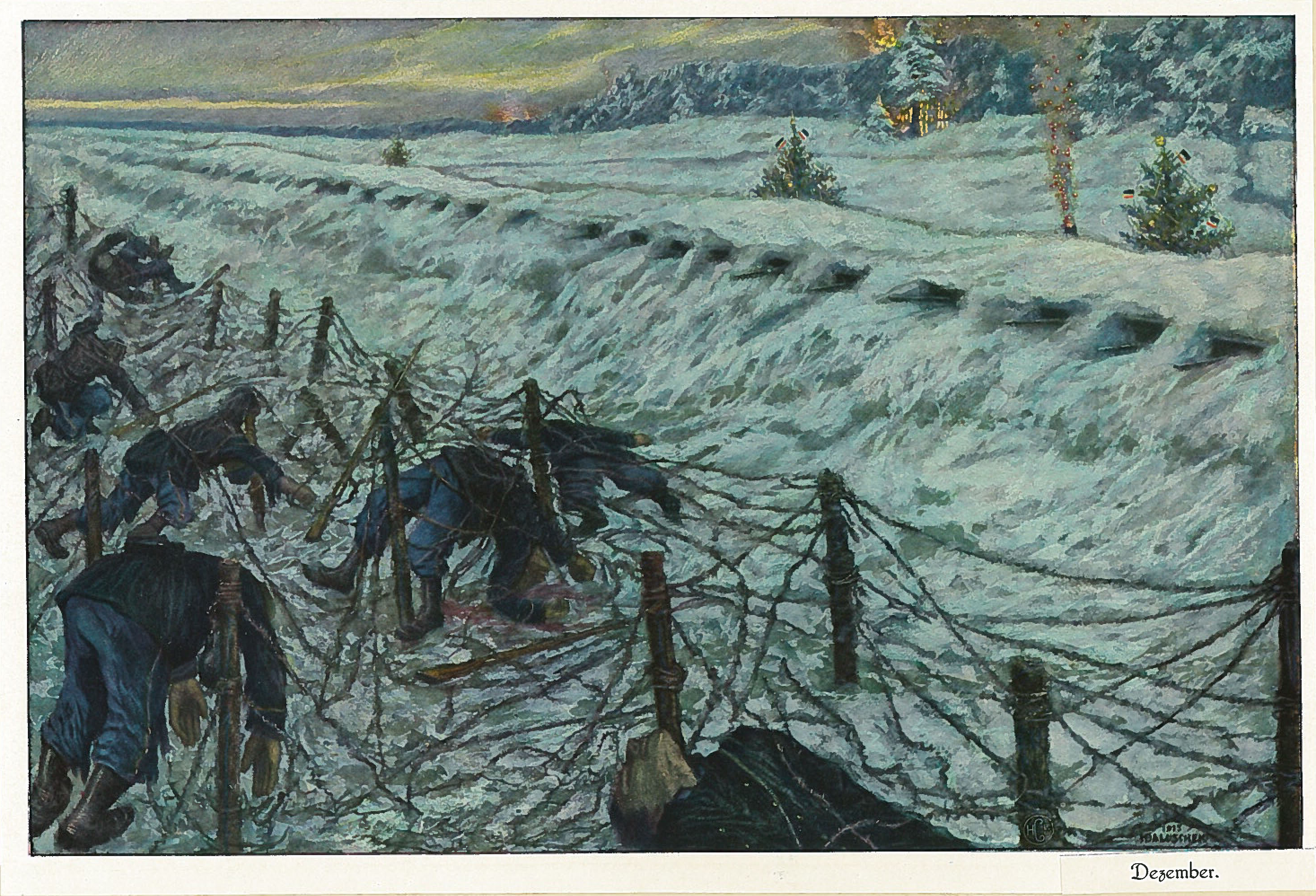
戦争画
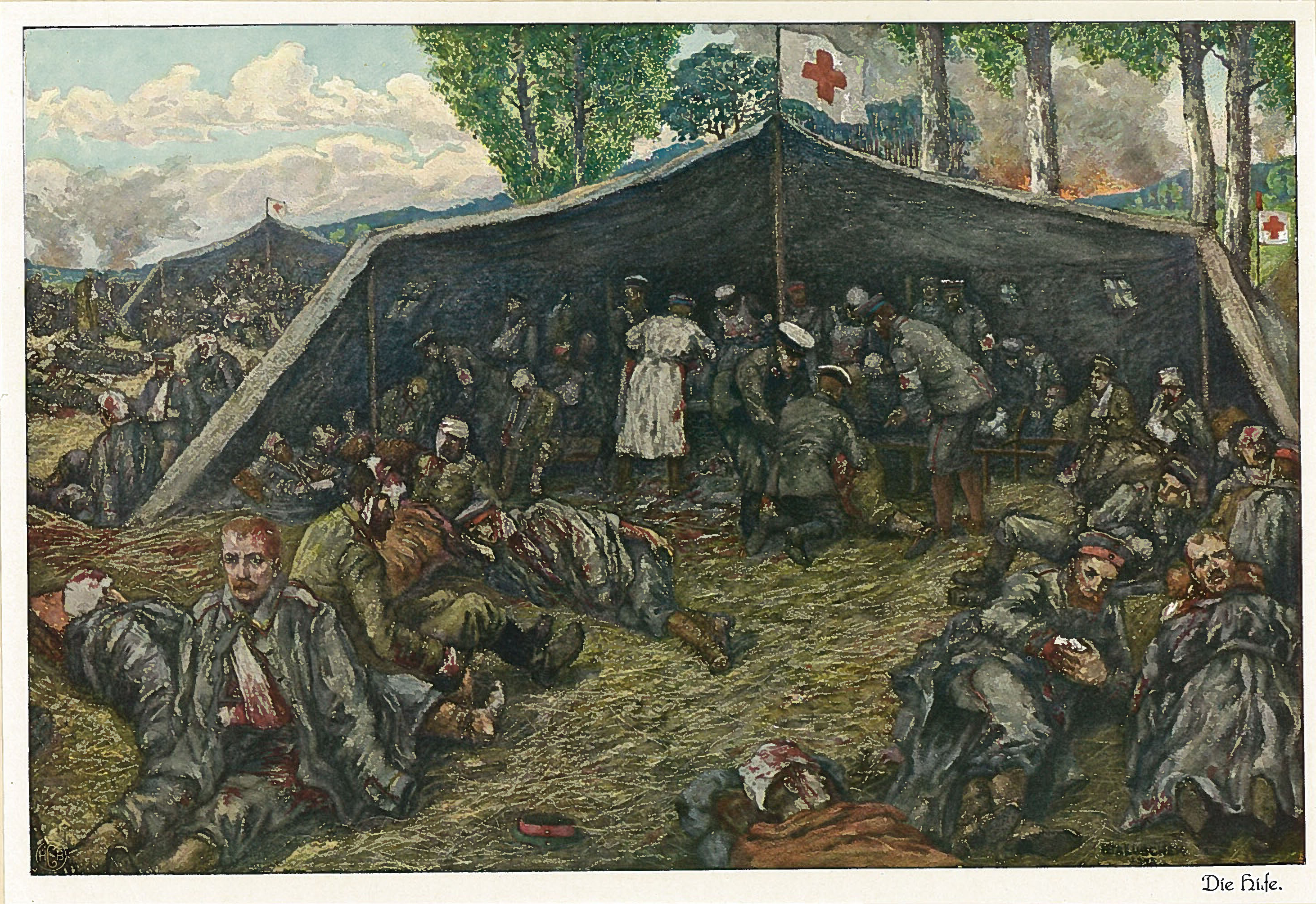
「野戦病院」